# Thelypteris clypeata
Thelypteris clypeata är en kärrbräkenväxtart som först beskrevs av William Ralph Maxon och C. V. Morton, och fick sitt nu gällande namn av Kramer. Thelypteris clypeata ingår i släktet Thelypteris och familjen Thelypteridaceae. Inga underarter finns listade.